# M2 (Armenien)
Die M2 (armenisch: Մ 2) ist eine Hauptstraße in Armenien. Sie führt vom Zentrum in den Südosten des Landes, von der Hauptstadt Jerewan bis Agarak an der Grenze zu Iran.
Zwischen Goris und Kapan bildete die M2 in sowjetischer Zeit etwa die Grenze zur Aserbaidschanischen Sowjetrepublik und verlief auf einem Teilstück jenseits der Grenze. Zwischen 1994 und dem Ende des Kriegs um Bergkarabach 2020 lag die Grenze zur de facto existierenden Republik Bergkarabach etwas weiter östlich.
Seit November 2021 werden auf dem Teilstück der M2 zwischen Goris und Kapan Pass- und Zollkontrollen durch die Aserbaidschanischen Behörden vorgenommen, wodurch der Personen- und Güterverkehr auf dieser Strecke in der Praxis nicht mehr möglich ist. Stattdessen wird nun die etwas weiter westlich verlaufende H46 benutzt, die kurz vor Goris von der M2 abzweigt und dann über Tatev und Tandsawer bis nach Kapan führt.

## Geschichte
Der 37 km lange Abschnitt der Autobahn von Jerewan nach Ararat in der Nähe der türkischen Grenze wurde während der Sowjetzeit gebaut. Er hatte für die sowjetische Armee wegen seiner Nähe zur Grenze zum NATO-Mitglied Türkei strategische Bedeutung. Dieser Abschnitt hat zwei Fahrbahnen mit vier Fahrstreifen.

## Orte an der Straße
- Jerewan
- Masis
- Artaschat
- Ararat
- Areni
- Jeghegnadsor
- Goris
- Kapan
- Kadscharan
- Agarak